# Юджинія Калнай
Юджинія (Євгенія) Калнай (Eugenia E. Kalnay; 1 жовтня 1942, Аргентина — 14 серпня 2024) — аргентинська і американська метеорологиня. Член Національної інженерної академії США (1996), членкор Національної АН Аргентини (2003), доктор філософії (1971), заслужена університетська професорка Мерілендського університету в Коледж-Парку (від 2002), у 1999—2002 роках — професорка і завідувачка кафедри цього університету. Протягом 1987—1997 років — директорка Центру моделювання середовища. У 1997—1999 роках — професорка Оклахомського університету. У 1979—1986 роках — співробітниця НАСА.

## Життєпис
Закінчила з метеорології Університет Буенос-Айреса (1965). Ступінь доктора філософії з метеорології здобула в Массачусетському технологічному інституті 1971 року під керівництвом Джула Чарні. Протягом 1975—1978 років — асистентка, а потім — асоційована професорка кафедри метеорології там само.
Фелло Американського геофізичного союзу (2005), Американської асоціації сприяння розвитку науки (2006), Американського метеорологічного товариства (1983). Іноземна член Європейської Академії (2000).
Авторка більше 100 рецензованих публікацій. Авторка книги Atmospheric Modeling, Data Assimilation and Predictability (Cambridge University Press, 2003; пер. китайською 2005, корейською 2012).
Нагороди та відзнаки
- Медаль НАСА за виняткові наукові досягнення (1981)
- Премія Джула Чарні[en] (1995)
- Почесний доктор університету Буенос-Айреса (2008)
- Премія Всесвітньої метеорологічної організації[en] (2009)
- Медаль Роджера Ревелла Американського геофізичного союзу (2019)